# Juan Guillermo Almeida
Juan Guillermo Almeida Conocido popularmente como JG, (nacimiento. 1986, La Habana Cuba, es un cantante cubano de música popular bailable, que inicia su vida artística con el grupo cubano de reguetón Gente de Zona. Graduado de Derecho en el año 2010. 

## Trayectoria artística
El interés por la música le viene a Juan Guillermo desde muy pequeño. Su padre el Comandante Juan Almeida Bosque era músico y compositor, y de una forma u otra creció rodeado de un mundo musical. A pesar de tener este deseo desde pequeño, fue a los 21 años que se enroló en la música cuando se unió al grupo cubano de reguetón Gente de Zona, mientras estaba en tercer año de la carrera de derecho.
Desde esa fecha decidió estudiar música y recibir clases de canto. A finales del año 2009 se separó del grupo y emprendió la aventura de crear su proyecto el 26 de diciembre de ese mismo año. Todo esto sin dejar la universidad, llevaba de la mano los estudios y la orquesta hasta que se graduó.
Su pretensión era formar una agrupación con la cual pudiera tocar e interpretar la música cubana, específicamente la popular bailable. La agrupación de JG interpreta salsa, timba y hasta reguetón.
Participó en el videoclip en saludo al aniversario 51 de los Comités de Defensa de la Revolución (CDR). Junto a varios los cantantes cubanos que intervinieron en aquella ocasión.
Juan Guillermo ha realizado varios conciertos en provincias. Tocó en el III Frente, donde descansan los restos de su padre. Se ha presentado en actividades políticas del Ministerio del Interior y en la Prisión de Mujeres de Occidente, experiencia única y muy bien acogida por este público.

## Discografía
Ha grabado dos vídeos con su grupo, ¨Tu vida loca¨ y ¨A la americana¨. El primero de los vídeos estuvo nominado a los Premios Lucas 2010.
Luego vio la luz su primera producción discográfica con la EGREM, titulada ¨Empezar de cero¨. Lo denominó así por marcar el inicio de su carrera como músico. En el disco incluye varios temas de Juan Almeida Bosque. Dos de ellos inéditos y otro muy conocido: ¨Qué le pasa a esa mujer¨.
- Datos: Q27941023